# Bonnierella linearis
Bonnierella linearis är en kräftdjursart som beskrevs av J. L. Barnard 1964. Bonnierella linearis ingår i släktet Bonnierella och familjen Ischyroceridae.

## Underarter
Arten delas in i följande underarter:
- B. l. californica
- B. l. linearis